# MFK 스칼리차
MFK 스칼리차(슬로바키아어: MFK Skalica)는 스칼리차를 연고로 하는 슬로바키아의 축구 클럽이다. 현재는 슬로바키아 수페르리가에 참가하고 있다.

## 성적
- 2. 리가 준우승 1회 (2014-15)
- 슬로바키아 컵 준우승 1회 (2016-17)

## 역대 감독
| 감독            | 기        |
| --------------- | --------- |
| 파볼 마예르니크 | 2022~2024 |